# Sârbeni
Sârbeni é uma comuna romena localizada no distrito de Teleorman, na região de Muntênia. A comuna possui uma área de 31.30 km² e sua população era de 1610 habitantes segundo o censo de 2007.